# Битка при Езерче
Битка при Езерче е първият сблъсък на Източния фронт между Русчушкия руски отряд и Източнодунавската османска армия в Руско-турска война (1877-1878).

## Оперативна обстановка
На 13 юли 1877 г. османски части в състав от 3 пехотни полка и 8 оръдия заемат село Езерче. Изграждат позиции в селото и околността. Срещу тях се насочва авангардът на Русчушкия руски отряд.

## Битката на 14 юли
Части на Русчуия руски отряд в състав от 19 пехотни роти, 8 ескадрона и 10 оръдия на 14 юли около 16:30 часа провеждат настъпление за изтласкване на османските сили от заетите позиции. След три атаки и последвали контраатаки, противникът е отхвърлен. След 18:00 часа боят е пренесен в селото. Застрашен от обкръжаване, османският отряд отстъпва към Разград.
Превземането на село Езерче е първият сблъсък на авангардите на Русчушкия Руски отряд и Източнодунавската османска армия. Поставя началото на военните действия на Източния фронт. Руската победа дава възможност да се държи под наблюдение шосейното съобщение по пътя Русе – Разград. Руски загуби са 81 убити и 173 ранени офицери и войници. Османски загуби са 249 убити и ранени офицери ивойници.